# Hôn nhân cùng giới ở Vermont
Hôn nhân cùng giới đã hợp pháp tại tiểu bang Vermont kể từ ngày 1 tháng 9 năm 2009. Vermont là tiểu bang đầu tiên giới thiệu kết hợp dân sự vào tháng 7 năm 2000 và là tiểu bang đầu tiên giới thiệu hôn nhân cùng giới bằng cách ban hành một đạo luật mà không cần phải làm như vậy theo quyết định của tòa án. Hôn nhân cùng giới đã trở thành hợp pháp trước đó là kết quả của các quyết định của tòa án, chứ không phải luật pháp, ở bốn tiểu bang: Massachusetts, California, Connecticut, và Iowa.

## Bối cảnh
Hoặc theo luật pháp hoặc quyết định của tòa án, Vermont là một nhà lãnh đạo trong số các khu vực pháp lý của Hoa Kỳ trong việc bảo vệ quyền của người đồng tính nam và đồng tính nữ trong những năm 1990. Năm 1990, nó là một trong những tiểu bang đầu tiên ban hành luật tội phạm căm ghét bao gồm khuynh hướng tình dục. Năm 1992, nó đã thêm khuynh hướng tình dục vào đạo luật chống phân biệt đối xử của nó. Năm 1993, Tòa án tối cao Vermont trong một phán quyết thống nhất thành lập quyền nuôi con nuôi thứ hai cho phép một người nào đó trong một mối quan hệ cùng giới tính để áp dụng con cái sinh học của đối tác của mình. Khi Cơ quan Lập pháp Vermont cải cách quy chế nhận con nuôi của tiểu bang vào năm 1995, cơ quan lập pháp đã làm cho các cặp cùng giới đủ điều kiện nhận con nuôi.